# Högnordisk gräsfjäril
Högnordisk gräsfjäril (Erebia polaris) är en fjärilsart som beskrevs av Otto Staudinger 1861. Högnordisk gräsfjäril ingår i släktet Erebia och familjen praktfjärilar. Enligt den finländska rödlistan är arten nära hotad i Finland. Arten har ej påträffats i Sverige. Artens livsmiljö är strandängar vid sötvatten. Inga underarter finns listade i Catalogue of Life.